# Универзитетски студент
Студент (од лат. studēre — „стремити (нечему), интересовати се (за нешто)“) је особа која похађа установу вишег образовања, обично факултет или институт у оквиру неког универзитета, са циљем стицања вишег или високог образовања.
Студенти прве године факултета или више школе се називају бруцошима, а студенти који су одслушали све студијске предмете, али не и положили, апсолвентима. Студенти који су управо положили посљедњи испит, и којима је за свршетак студија остао само дипломски испит, називају се дипломцима.

## Студентски домови
Студентски домови (у студентском жаргону често само „домови“) су установе посебне намјене, смјештене у граду у којем се налази факултет, са циљем да се обезбиједи становање за студенте који долазе из других градова и немају други смјештај на располагању. У њима групе од два, три, четири или више студената могу живјети заједно у истој соби (каже се да су цимери/цимерке), или у засебним, једнокреветним собама. Домови су обично издијељени на женске и мушке блокове или, у случају да постоји само једна зграда, женске и мушке спратове.
Иако су на територији бивше Југославије у домовима живјели искључиво студенти које финансира држава (студенти на буџету), и ова установа је доживјела одређену комерцијализацију од распада заједничке југословенске државе; данас се често одређени дијелови студентског дома, па и цијели блокови, намјењују за комерцијално издавање страним или домаћим држављанима, обично по знатно вишој цијени од оне коју плаћају редовни студенти које финансира држава и који обично плаћају само партиципацију.

## Студентска менза
Студентска менза, или студентски ресторан, обично се налази у склопу студентског дома, али може бити и одвојена од њега. Као и смјештај у студентским домовима, студенти плаћају само дио реалне цијене оброка. У студентским мензама су обезбијеђена сва три оброка за студенте — доручак, ручак и вечера, а сваком студенту који стекне право на мензу је дозвољено јести само по један од ових оброка дневно.
Студентска менза је, као и студентски дом, првенствено намијењена студентима чије стално пребивалиште се налази ван града у којем је смјештен факултет, а студентима чије стално пребивалиште је у том граду се дозвољава да бирају један од оброка — доручак или ручак.